# Stuck on Repeat
Stuck on Repeat − pierwszy singel w karierze angielskiej piosenkarki electropopowej Little Boots. Utwór, skomponowany przez samą artystkę, Grega Kurstina i Joego Goddarda, jako jeden z dwóch promował minialbum Little Boots Arecibo (2008), a ostatecznie znalazł się również na debiutanckim albumie studyjnym wokalistki zatytułowanym Hands (2009).
Kompozycja inspirowana jest erą muzyki disco.

## Listy utworów i formaty singla
Promotional CD #1

(wyd. w lutym 2008)
1. "Stuck on Repeat" – 6:58
2. "Stuck on Repeat (Dub)" – 7:38

Promotional CD #2

(wyd. w lutym 2008)
1. "Stuck on Repeat (Full Length)" – 6:51
2. "Stuck on Repeat (Dub)" – 7:40
3. "Stuck on Repeat (Edit)" – 3:58

Promotional CD #3

(wyd. w lutym 2008)
1. "Stuck on Repeat (Fake Blood Remix)" – 6:28
2. "Stuck on Repeat (Rory Phillips Re-Edit)" – 6:18

Promotional CD #4

(wyd. w listopadzie 2008)
1. "Stuck on Repeat (Ali Wilson Tekelec Remix)" – 8:17

Promotional 12-inch

(wyd. w marcu 2008)
1. "Stuck on Repeat" – 6:58
2. "Stuck on Repeat (Dub)" – 7:38

Oficjalne remiksy
1. "Stuck on Repeat" (Alexander Robotnik Remix)" – 8:48